# Phan Thục
Phan Thục (chữ Hán: 潘淑; ? - 252) là một người vợ rất được sủng ái của Ngô Đại Đế Tôn Quyền, bà là Hoàng hậu đầu tiên được chính thức sắc phong của Đông Ngô, và sinh ra người thừa kế là Ngô Thiếu Đế Tôn Lượng.

## Cuộc đời
Phan thị người huyện Cú Chương, quận Cối Kê (nay là Ninh Ba, Chiết Giang), là con gái của một gia đình quan lại bậc thấp. Sau cha bà bị tội, Phan Thục cùng chị gái bị liên lụy, đày làm tì nữ phòng dệt. Phan thị được sử tác miêu tả là "dung sắc uyển luyến, đẹp như thiên tiên, có tiếng là Giang Đông tuyệt sắc."
Sau đó, Tôn Quyền trông thấy bà, cảm thấy vẻ đẹp khác thường nên quyết định triệu vào cung hầu, phong làm phu nhân. Sự sủng ái không ngừng của Tôn Quyền khiến Phan Thục nhanh chóng có thai. Trước khi đến kì sinh, bà nằm mơ thấy thần nhân đem đầu rồng trước mặt mình, sau khi dùng hạ y đón lấy thì lập tức sinh hạ Tôn Lượng.
Năm Xích Ô thứ 13 (250), tháng 11, Tôn Lượng được lập làm Thái tử. Với thân phận là mẹ Thái tử, Phan Thục xin cùng rước người chị vẫn còn ở trú phòng được xuất ra, Tôn Quyền chấp nhận. Khi đó, dù Tôn Quyền xưng Đế cũng hơn 10 năm, nhưng chưa hề có chính phu nhân, và cũng chưa từng lập ai làm Hoàng hậu.
Cuối cùng, năm Thái Nguyên nguyên niên (251), tháng 5, Tôn Quyền vì thân phận Thái tử chi mẫu của Phan thị, chính thức lập bà làm Hoàng hậu, đại xá thiên hạ. Bà trở thành vị hoàng hậu duy nhất được phong khi còn sống. Tôn Quyền tuổi cao sức yếu hầu như việc gì cũng thuận theo ý bà. Vốn xuất thân hèn kém, lại không được học hành, không được đọc sách thánh hiền nên dù có làm đến hoàng hậu thì tiếc rằng cũng không có khí chất của con nhà khuê tú. Vì vậy, Phan Thục tuy xinh đẹp nhưng gian xảo, khéo đón biết ý thánh chúa, lại có tính ghen tuông, hãm hại qua không ít người. Sử gia Trần Thọ cũng nhận xét: "Tính hiểm đố dung mị.".

## Cái chết
Tuy nhiên, sự tung hoành của Phan Thục chỉ vỏn vẹn chưa được một năm. Vào năm đó (251), tháng 11, Tôn Quyền mắc bệnh nặng, nằm liệt giường. Trước tình hình Hoàng đế có nguy cơ giá băng bất cứ lúc nào, Phan Thục nôn nóng dự trù cho con trai mình, bèn sai người đến hỏi Trung thư lệnh Tôn Hoằng, lấy sự tích Lữ hậu nhiếp chính năm xưa, cho thấy rõ dã tâm muốn can dự triều chính của mình.
Tuy nhiên, chỉ 3 tháng sau, Phan Thục đột ngột qua đời. Khi đó, Phan Thục nhiều đêm hầu thuốc Hoàng đế nên thành bệnh, cung nữ thừa lúc đó ép bà chết ngay trong nội viện, kết thúc một đời truyền kì của Phan Thục. Phan Thục sống bên Tôn Quyền gần 10 năm. Nhiều thuyết cho rằng, vì quyền lực và mâu thuẫn của Phan Thục với quần thần quá lớn, nên có một thế lực đã xui khiến cung nữ giết chết bà. Sự tình mau chóng bại lộ, những người tham gia đều bị giết chết. Cái chết của bà là cú đánh cuối cùng vào Tôn Quyền đã già yếu bệnh tật, chỉ vài tháng sau thì Tôn Quyền cũng băng hà.
Cả hai được hợp táng cùng ở Tưởng lăng (蒋陵).

## Điển cố

### Thần nữ
Phụ thân Phan Thục phạm pháp, bà bởi vậy sung nhập dệt thất. Hàng ngày vất vả dệt vải đan áo. Nhưng lạ thay, Phan Thục càng lớn càng đẹp nghiêng nước nghiêng thành, mấy trăm cung nữ cùng sống trong cung với bà đều không dám giao thiệp với bà mà chỉ ngưỡng mộ từ xa gọi bà là Thần nữ (神女).
Có người đem sự tình của Phan thị nói cho Ngô chủ Tôn Quyền, thế là Ngô chủ lệnh họa sĩ vẽ Phan thị một bức họa. Vì khi đó công việc nặng nhọc, Phan Thục ưu tư quá độ mà có vẻ tinh tế nhu nhược, tuy rằng vẻ mặt ai oán nhưng vẫn là xinh đẹp cực kỳ. Họa sư vẽ y chang dung mạo của bà, sau đó còn đem sự tình kể lại cho Ngô chủ. Tôn Quyền say đắm bức họa, than rằng: "Này thật là Thần nữ a! Khuôn mặt ưu sầu như vậy làm người động tâm, huống chi là nhoẻn miệng cười?".
Sau đó Tôn Quyền sai người đến dệt thất đưa nàng về cung, thập phần sủng ái.

### Lựu hoàn
Ngô chủ Tôn Quyền hay đem Phan phu nhân đi du lãm Chiêu Tuyên đài (昭宣台). Khi đó Phan phu nhân đã hơi ngà say, chệnh choạng phun rượu vào cái hồ lô bằng ngọc, lệnh tì nữ đem đi dổ, thì thấy rơi ra một chiếc nhẫn bằng hồng bảo thạch. Phan phu nhân liền đem chiếc nhẫn treo lên cây thạch lựu. Ban đầu người ta dần gọi là Hoàn lựu đài (环榴台), sau vì Ngô chủ lại cải thành Lựu hoàn đài (榴环台).
Người đời nhân sự tích này, tôn gọi Phan Thục là Lựu Hoa hoa thần (榴花花神).

### Ngư ưu
Tôn Quyền cùng Phan Thục đi câu cá ở Điếu Ngư đài (钓鱼台). Cứ mỗi lần câu thì cá sau lại càng to hơn cá trước, Tôn Quyền rất mừng rỡ, nhưng Phan Thục lại nói: "Trước kia thiếp nghe nói qua, người bắt đầu câu được cá luôn là vui sướng; sau thì câu đến cá lớn hơn nữa thì những con cá câu trước liền sẽ bị bỏ qua. Xưa có Long Dương Quân "vi ngư nhất khốc". Hiện giờ chúng ta thật cao hứng, ai hiểu được về sau liền sẽ không có một ngày phát sầu."
Sau đó, những năm cuối, mọi người trong triều liên tiếp tranh đấu, nhiều người dần bị biếm truất. Đương thời lại khen tài học của Phan phu nhân.